# Konrad Verne
Johann Konrad Verne (* 17. März 1899 in Wehlheiden bei Kassel; † 9. Februar 1962 in Köln) war ein deutscher Politiker (NSDAP).

## Leben
Nach dem Besuch der Bürgerschule absolvierte Verne eine Ausbildung beim Landeskulturamt in Kassel. Er meldete sich 1917 freiwillig zum Heeresdienst, nahm als Soldat am Ersten Weltkrieg teil und diente bis zum Kriegsende als Flieger an der Westfront. Anfang der 1930er Jahre arbeitete er als Techniker im Kasseler Elektrohandwerk.
Verne wurde im April 1932 für die NSDAP über den Wahlkreis 19 (Hessen-Nassau) in den Preußischen Landtag gewählt. Am 16. Januar 1933 legte er sein Landtagsmandat nieder.